# Rolando Ferreira
Rolando Ferreira jr. (nacido el 24 de mayo de 1964 en Curitiba) es un exjugador de baloncesto brasileño que disputó una temporada en la NBA, además de jugar en la liga brasileña. Con 2,16 metros de estatura, jugaba en la posición de ala-pívot.

## Trayectoria deportiva

### Universidad
Jugó durante dos temporadas con los Cougars de la Universidad de Houston, en las que promedió 12,5 puntos, 6,2 rebotes y 1,6 tapones por partido. En su última temporada fue incluido en el mejor quinteto defensivo de la Southwest Conference.

### Selección nacional
Jugó durante once temporadas con la Selección de Brasil, participando en los Juegos Olímpicos de Seúl 1988 y Barcelona 1992, además de en diversos mundiales, Torneo de las Américas y Juegos Panamericanos.

### Profesional
Fue elegido en la vigésimo sexta posición del Draft de la NBA de 1988 por Portland Trail Blazers, con los que disputó 12 partidos en los que promedió 0,8 puntos y 1,1 rebotes. El resto de su carrera transcurrió en su país natal.

## Estadísticas de su carrera en la NBA

### Temporada regular
| Temporada | Edad | Equipo                 | Liga | Pos. | P  | TIT | MIN | TC  | TCA | %TC  | 3P  | 3PA | %3P | TL  | TLA | %TL  | R.OF. | R.DEF. | REB | ASIS | ROB | TAP | PER | FP  | PTS |
| 1988-89   | 24   | Portland Trail Blazers | NBA  | C    | 12 | 0   | 2.8 | 0.1 | 1.5 | .056 | 0.0 | 0.0 |     | 0.6 | 0.7 | .875 | 0.3   | 0.8    | 1.1 | 0.1  | 0.0 | 0.1 | 0.5 | 0.6 | 0.8 |
| Total     |      |                        | NBA  |      | 12 | 0   | 2.8 | 0.1 | 1.5 | .056 | 0.0 | 0.0 |     | 0.6 | 0.7 | .875 | 0.3   | 0.8    | 1.1 | 0.1  | 0.0 | 0.1 | 0.5 | 0.6 | 0.8 |